# Bruno Prada
Bruno Prada (São Paulo, 31 de julho de 1971) é um velejador brasileiro.
Começou velejando na Represa de Guarapiranga no Yacht Club Paulista na classe Optimist e depois passou por Laser, Snipe e Finn. Por mais de 10 anos foi proeiro de Robert Scheidt na classe Star. Com a saída da classe Star das Olimpíadas de 2016, Bruno Prada volta a velejar de Finn no ano de 2012 logo após o fim da campanha das Olimpíadas de Londres.
Na classe Finn conquistou uma medalha de bronze nos Jogos Pan-Americanos de Winnipeg em 1999.
Ao lado de Scheidt, foi tricampeão mundial, títulos estes conquistados em julho de 2007 em Cascais, Portugal, em dezembro de 2011 venceu o Campeonato Mundial ISAF em Perth tornando-se junto com Robert Scheidt bicampeão mundial da classe Star. Em maio de 2012 sagrou-se junto a Robert Scheidt, na cidade Francesa de Hyères, tricampeão mundial da classe Star. Também ao lado dele já foi campeão brasileiro três vezes - nos anos de 2006 (Rio de Janeiro), 2007 (São Paulo) e 2008 (Rio de Janeiro).
Em 2016, ao lado do timoneiro americano Augie Diaz, Bruno tornou-se tetracampeão mundial com o título conquistado em Miami.
2019 em Porto Cervo na Sardenha conquistou o pentacampeonato ao lado de Mateusz Kusznierewicz.
Em 2008 nos Jogos Olímpicos de Verão em Pequin, na cidade de Quingdao e conquistou uma medalha de prata nos Jogos Olímpicos de Pequim em 2008.
Bruno Prada representou o Iatismo brasileiro na classe Star junto com Robert Scheidt nas Olimpiadas de Verão de 2012 em Londres, conseguindo a medalha de bronze.